# مضخم عملياتي

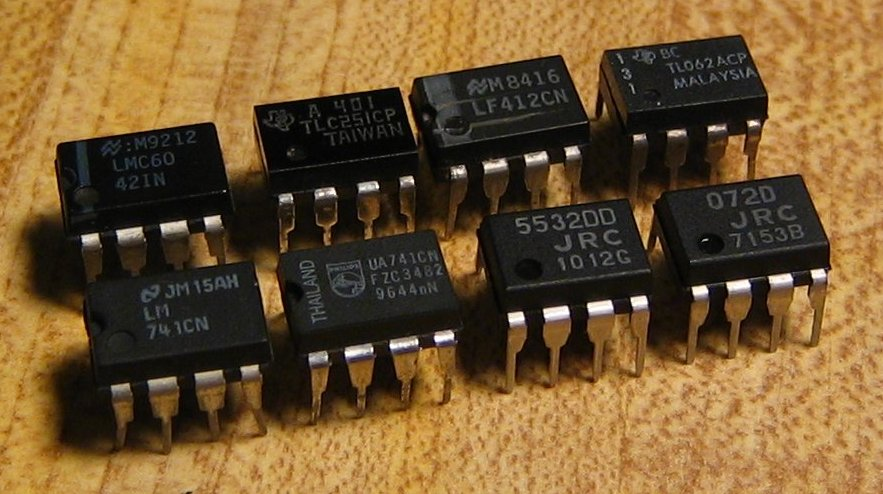
عدة أنواع للمضخم الإكتروني في صورة دارة متكاملة ذات 8 أطراف.

الرمز الهندسي للمكبر الإلكتروني

اَلْمُضَخِّمُ اَلْعَمَلِيَّاتِيّ أو اَلْمُكَبِّرُ اَلْعَمَلِيَّاتِيّ (بالإنجليزية: operational amplifier وتختصر op-amp) هو مضخم إلكتروني للجهد، عالي الكسب، باقتران مباشر، وإشارات دخل تفاضلية، وعادة ما يكون الخرج أحادي الطرف. يكون في هيئة قطعة إلكترونية يمكن استعمالها لتصميم دوائر كهربائية تقوم بعمليات مختلفة كالجمع والطرح.
المضخم الإلكتروني: هو عبارة عن دائرة الكترونية تقوم بتكبير الجهد الكهربائي (الإشارة الكهربائية). ويبلغ جهد الخرج المُكبَّر -الناتج من المضخم- نحو مليون مرة جهد الإشارة الداخلة.
الاقتران المباشر (direct coupling): هو نقل الطاقة مباشرةً عبر وسيط مادي كهربائي (حيث يويجد نقلًا حثيًا «بملف» أو سعويًا «بمكثف»).

## أمثلة
- عند استخدامك مِصْدَح (ميكروفون) يقوم المضخم الإلكتروني بتكبير الإشارات الكهربائية الضعيفة نسبيا ثم تحويلها إلى الصوت في مكبر الصوت.
  - المضخمات الإلكترونية شائعة الاستخدام في أجهزة المذياع (الراديو) والتلفاز والكاشوف (الرادار)، وكذلك في الاستخدامات العلمية التي تتعلق بالإشارات والتيارات الضعيفة

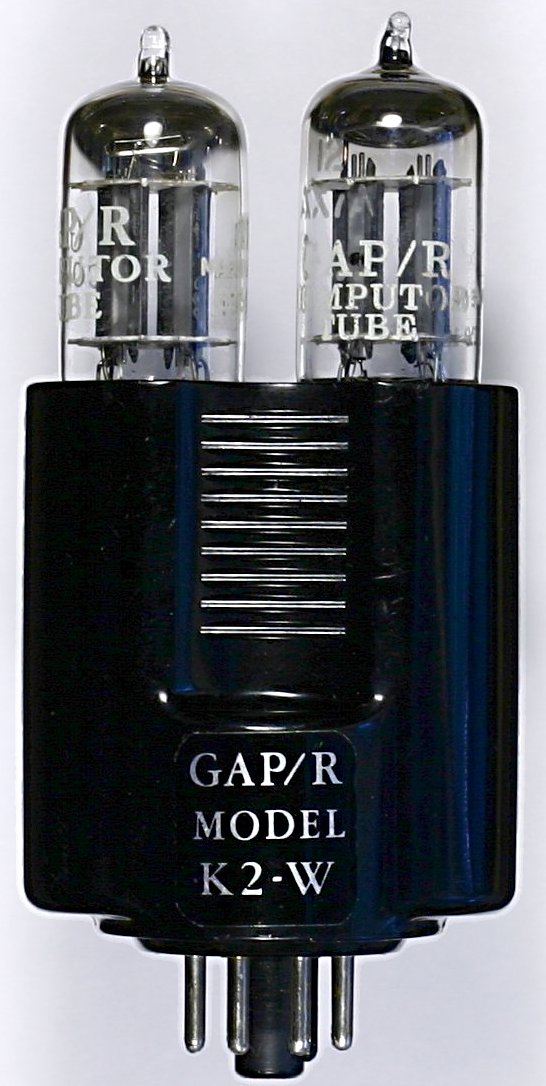
صمام إلكتروني مضخم، عام (1953)

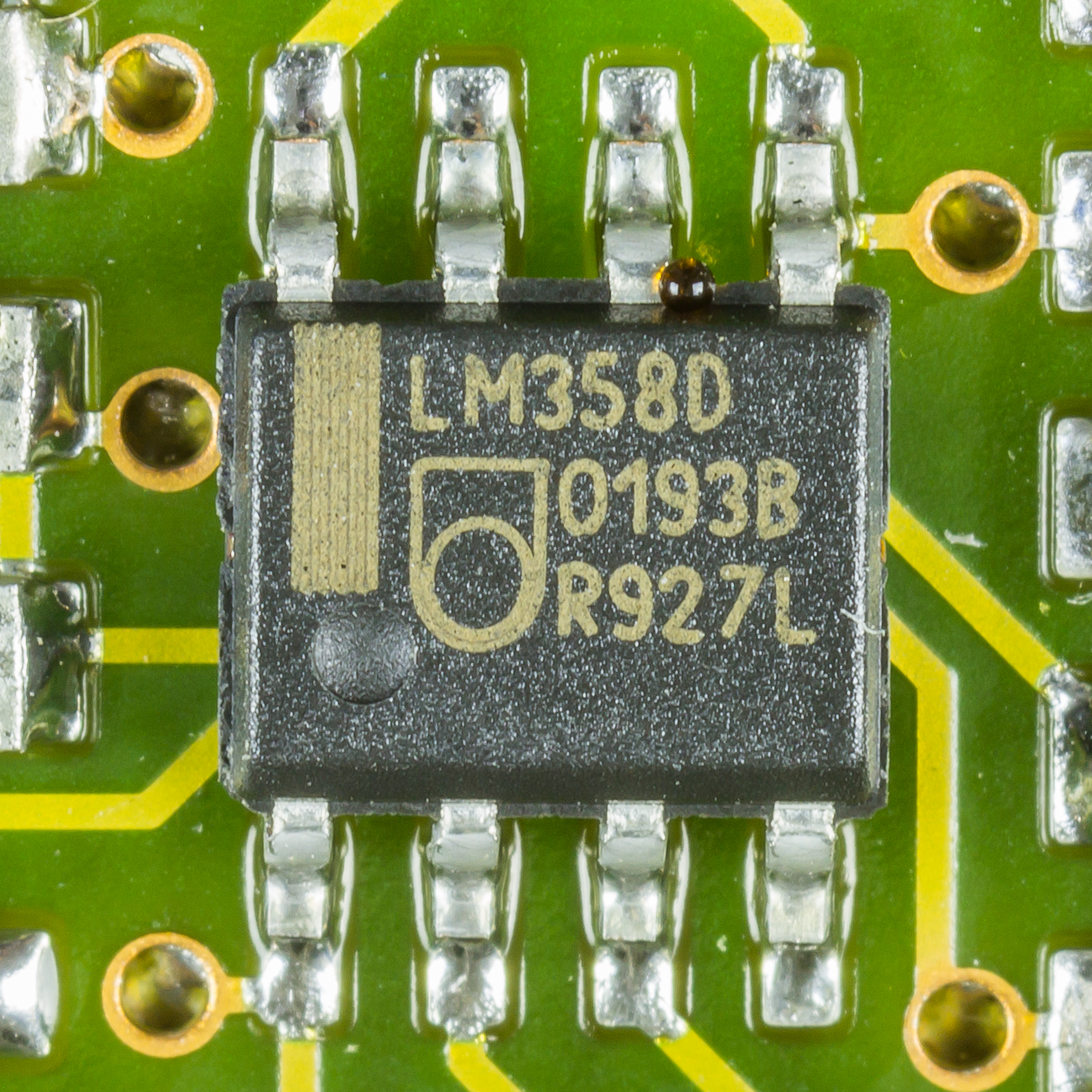
مضخم حديث بالترانزيستور DIP

## 1941: أول صمام للتضخيم الإلكتروني
ابتكر أول مضخم عملياتي يعمل بالجهد المستمر في الولايات المتحدة الأمريكية وسجل براءة اختراعه US patent|2,401,779 كارل سوارتزيل الذي كان يعمل في معامل شركة بل عام 1941. وقد أدي هذا التصميم الذي استخدم 3 من الصمامات المفرغة الإلكترونية لتصل حجم كسبه نحو 90 dB وكان يعمل بجهد قدره 350 فولت. وخلال الحرب العالمية الثانية أثبت مخترعه سوارتزيل جدارته لاستخدامه في توجيه المدفعية M9 والذي قام بتحسينه لدى معامل شركة بل. قد عمل هذا المضخم مع نظام الرادار SCR584 من أجل تحسين نسبة الإصابات المباشرة حتى وصلت إلى 90% ، الشيء الذي لم يمكن الوصول إليه بدونه.

## 1947: أول مضخم يعمل بدون عاكس في المدخل
ذكر المضخم العملياتي أول مرة عام 1947 من البروفيسور جون راجاتزيني من جامعة كولومبيا.
وجاء ذكره على هيئة ملحوظة هامشية على ورقة عمل كان يقوم بها أحد تلاميذه، واتضح فيما بعد أهميتها. فقد كان التصميم الذي أدخله عليه الباحث لوبي جولي تعديلاً فاق التصميم الأساسي، وكان في الواقع تجديدين: فقد استخدم مدخله إثنين من صمام ثلاثي ومزودان بمقاومة لمنع الانزياح في جهة المخرج، فكان أول مضخم عملياتي ذو مدخلين (أحدهما عاكس والآخر غير عاكس).
وقد كان لهذا المدخل التفاضلي تطبيقات قيمة عديدة واستغلت لفترة طويلة.

## 1961: أول مضخم متكامل

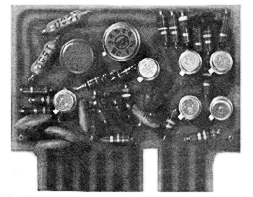
مضخم إلكتروني متكامل، نوع P45.

قفزة كبيرة عام 1961 حيث ابتكر الترانزيستور السيليكوني عام 1954 مما ساعد على انتشار المضخم العملياتي. وقد ساعد ابتكار اللوحات على عام 1959 على استقرار المضخم إلكترونيًا بحيث اتسعت تطبيقاته خصوصا في أجهزة الاستخدام العام. وأصبحت المضخمات صغيرة الحجم وزودت بأطراف سلكية على حافة اللوحات. كما زودت تلك اللوحات بمقاومات بغرض خفض الجهد الأبتدائي offset لقاعدة المقحل وتقليل انزياح الجهد أثناء التشغيل.
ويتميز المضخم (P45 (1961 بكسب مقداره 94 dB وكان يعمل بجهد ±15 فولت وكان الغرض منه أن يتعامل مع إشارات في نطاق ±10 فولت.

## 1962: أول مضخم في هيئة المكعب

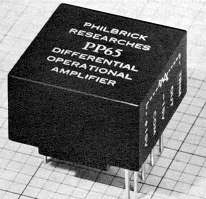
مضخم مكعب نوع PP65

قامت عدة شركات عام 1962 بإنتاج وحدات للمضخم المكعب يمكن تثبيتها في اللوحات الإلكترونية المطبوعة. وحازت تلك الأنواع أهمية كبيرة حيث أصبح المضخم وحدة مستقلة سُميت الصندوق الأسود، مما سهل استخدامها جاهزة في الدارات الإلكترونية الكبيرة.

## 1966: أول مضخم عملياتي يعمل بمكثف متبدل
ابتكر المضخم ذو مكثف متبدل في أواخر الستينيات من القرن الماضي. وهي تتميز بمعاملة تيار ضعيف على المدخل وهي لا تزال من أفضل أنواع المضخمات التي تستطيع التعامل مع جهد كهربائي عالي يقدر بنحو عدة مئات فولت على مداخلها.

## 1970: أول مضخم سريع يستعمل مقحل حقلي
في عام 1970 ابتكر المضخم عالي السرعة وهو يستخدم مقحل حقلي. وقد استعيض عنها خلال الثمانينيات من القرن الماضي بمضخمات تعمل بموسفت. وخلال السبعينيات أصبحت المضخمات ذات أطراف مصفوفة على جهة واحدة في المتناول.

## التطور الحالي
انخفض في السنوات الأخيرة جهد المصدر المستخدم في الدوائر التناظرية كما هو الحال في الدوائر الرقمية، وقد أدخل الجهد المنخفض أيضًا على المضخمات. ويعتبر جهد المصدر البالغ ±5 فولت معهودًا للتشغيل وكذلك تزايد التشغيل بجهد 5 فولت. وبغرض زيادة نطاق الإشارات في المضخمات الحديثة فقد أصبحت المداخل على جانب واحد قابلة بالاشتباك بنظيراتها (وقد تتراوح الإشارة الداخلة بين الجهد الصغير للمصدر وجهده الكبير) وبعض المضخمات لها أطراف الخرج على ناحية واحدة.

## نظرية العمل

تفاصيل الدارة المتكاملة 741 للمكبر العملياتي

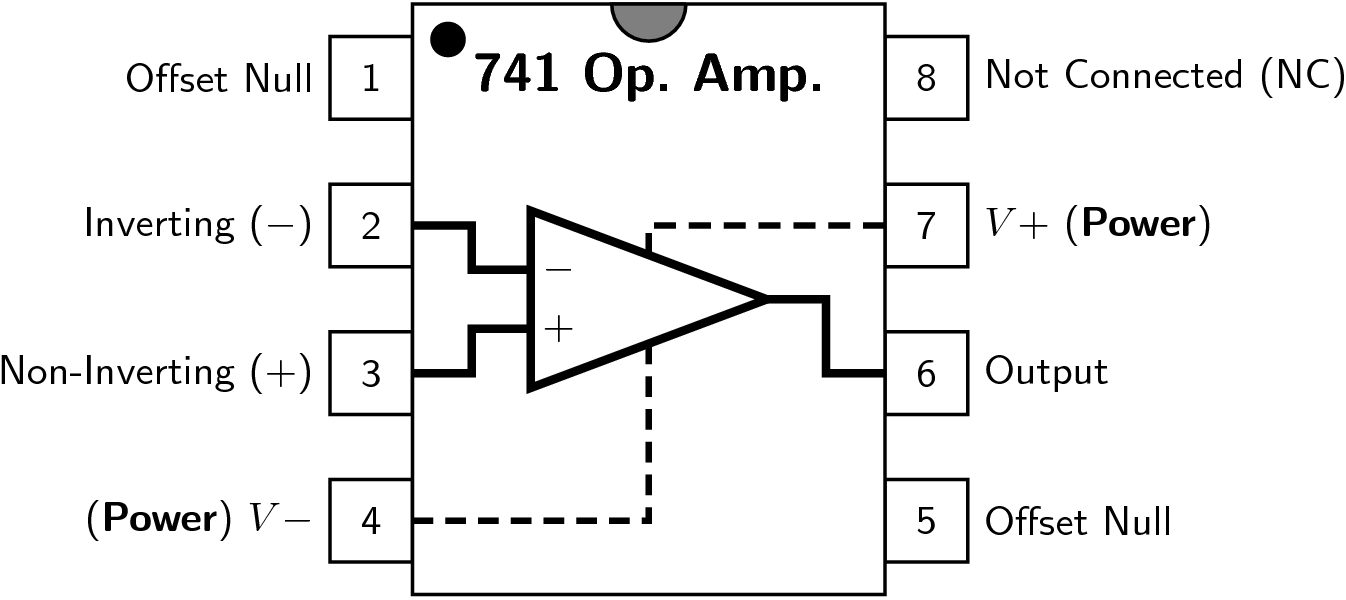
كيفية توصيل الدائرة المتكاملة 741 النموذجية لمكبر عملياتي.

المضخم الإلكتروني هو جهاز إلكتروني يكبر إشارة كهربائية استقبلها مستقبل إلكتروني أو أنتجها ميكروفون.
عندما نتكلم تحرك الموجات الصوتية الميكروفون مجيئًا وذهابًا في اهتزازات حركية، والميكروفون يترجم هذه الاهتزازات الحركية إلى اهتزازات إشارة كهربائية.
يقوم مضخم الصوت بتكبير جهد النبضات الكهربية الضعيفة ليصبح في موسوعها تحريك مكبر الصوت فنستطيع سماعه.
وهذا ما يحدث في الراديو مثلاً، حيث يستقبل المستقبل الإلكتروني موجات كهرومغناطيسية وهي موجات الراديو وهي محملة بإشارات إلكترونية تعبر عن صوت المذيع أو الموسيقى. ويتلقاها المضخم الإلكتروني لتكبير تلك الإشارات حتى يصبح في مقدورها تشغيل لولب مكبر الصوت المخروطي الشكل المركب بالراديو. بواسطة المضخم يصبح التيار المتغير الذي يدخل اللولب بالحجم الكافي لهز مكبر الصوت ميكانيكيًا، فيصدر منه الصوت. أي أنه في مكبر الصوت تتحول الهزات الإلكترونية الموجودة في اللولب إلى هزات حركية في مكبر الصوت فنسمعها.
هناك استخدامات أخرى للمضخم العملياتي حيث يمكن أن يقوم بعمليات الجمع والطرح، وحساب اللوغاريتمات، وكذلك حساب التكامل.

## الأقطاب

مخطط لدائرة

أقطاب المضخم العملياتي كالأتي (انظر الرسم):
- {\displaystyle V_{\!+}}: مدخل الإشارة غير معكوسة
- {\displaystyle V_{\!-}}: مدخل الإشارة معكوسة
- {\displaystyle V_{\!{\text{out}}}}: المخرج
- {\displaystyle V_{{\text{S}}\!+}}: الجهد الموجب من المصدر
- {\displaystyle V_{{\text{S}}\!-}}: الجهد السالب من المصدر

تخرج الإشارة من المخرج {\displaystyle V_{\!{\text{out}}}}مضخمة ربما ملايين المرات.

## مواصفات العمل
تضم مواصفات العمل بعض القيم الإلكترونية للأداء السليم مثل الحد الأقصى لجهد المصدر، كما يتحكم في أداء المضخم الدقة في تصنيعه ونقاوة مادته، وهذا يغير خواص مضخم عن آخر.
وأحيانا تشكل القيم الاسمية للتشغيل كالآتي:
- مقاومة المدخل كبيرة وتبلغ (108Ω (100MΩ، ومقاومة المخرج صغيرة 20Ω.
- يبلغ التضخيم 105 عند 10هيرتز (50 dB) وينخفض إلى أقل من 1 عند 1ميجا هيرتز (مليون هيرتز).
- يبلغ جهد القاعدة offset قبل التشغيل عند 10−4& nbsp;V نحو (100µV)، ويبلغ التسريب (أو الشوشرة) عند (10−7A نحو (100nA)
- يتسم المضخم بزيادة في الشوشرة كلما قل التردد. ويبلغ معدل زيادة الشوشرة 1 فولت/ ميكرو ثانية (V/µs).

ويمكن عند استخدامه في الدوائر الإلكترونية البسيطة إهمال خاصيتي التسريب وجهد القاعدة الأولى.

## اقرأ أيضا
- كسب كهربائي
- مقحل وصلة حقلي
- مقحل معدني مؤكسد
- مقحل معدني
- بوابة منطقية
- قيمة متصلة وقيمة متقطعة
- الدارات المنطقية
- دارات منطقيه باستخدام الريلية
- خواص إلكترونيات